# Dysthaeta naevia
Dysthaeta naevia là một loài bọ cánh cứng trong họ Cerambycidae.